# Вейцман, Самуил Гдальевич
Самуил Гдальевич Ве́йцман (1917—1993) — участник Великой Отечественной войны, командир 32-го отдельного мостового железнодорожного батальона, инженер-майор. Герой Социалистического Труда.

## Биография
Родился в Минске в семье рабочего. Еврей. После окончания средней школы в 1935 году он поступает в Ленинградский автомобильный институт, в котором проучился три года.
В 1938 году, после окончания третьего курса, добровольно вступил в ряды Красной Армии, зачислен слушателем факультета путей сообщения Военно-транспортной академии, где ему было присвоено воинское звание лейтенанта. По окончании Академии в мае 1941 года старший лейтенант Вейцман получаил назначение инженером 32-го отдельного мостового железнодорожного батальона.
Начало Великой Отечественной войны встретил в Молдавии на границе с Западной Украиной. Вместо строительства мостов, пришлось их разрушать. Первым был взорван мост через реку Днестр, затем участвуя в отступлении, мостовщикам пришлось разрушить ещё не одно речное сооружение.
С переходом советской армии к наступательным действиям характер задач, стоящих перед батальоном, изменился. Действуя у самой линии фронта мостовики теперь восстанавливали мосты, строили новые. Разведчики батальона всегда двигались с передовыми частями, и по их разведданным комбат точно знал об объёмах предстоящих восстановительных работ. С 18.01.1943 года капитан Вецйман С. Г. был назначен командиром 32-го отдельного мостового железнодорожного батальона которым покомандовал до 30.04.1946 г. . Батальон под его командованием успешно выполнял задачи командования по обеспечению боевых действий войск Юго-Западного, Западного и 3-го Белорусского фронтов. Звание инженер- майора присвоено приказом НКО СССР № 01722 от 27.03.1943 г.
Бойцами батальона были восстановлены мосты, имеющие стратегическое значение — в сентябре 1943 года большой мост через Днепр у Смоленска, в июле железнодорожный мост через Западную Двину. При временном восстановлении мостов в то время самой трудоёмкой работой была обстройка деревянных опор. Инженерами батальона была разработана опора новой, более рациональной конструкции, что позволило значительно ускорить восстановленные работы. За исключительную организаторскую способность в заграждении и восстановлении железных дорог и мостов в 1941—1943 гг. майор Вейцман С. Г. 5.11.1943 года удостоен звания Героя Социалистического труда.
После войны продолжил службу в железнодорожных войсках. Со своим 32-м отдельным мостовым железнодорожным батальоном, преобразованным в полк с тем же номером, восстанавливал объекты железнодорожного транспорта. С августа 1953 года, командуя 9-й железнодорожной бригадой, С. Г. Вейцман в установленные сроки и с высоким качеством сдавал объекты железных дорог Поволжья. Высокий уровень профессионального мастерства позволил С. Г. Вейцману внести значительный вклад в строительство стальных магистралей на территории Украины, Азербайджана и Армении на должностях главного инженера и начальника штаба — заместителя командира 1-го железнодорожного корпуса.
В 1969 году генерал-майор Вейцман был назначен генералом-инспектором, в июле 1971 года — заместителем начальника штаба железнодорожных войск. В годы работы на штабных должностях часто бывал в частях, участвовал в проверках и учениях, передавал опыт молодым воинам. Он пользовался большим авторитетом в войсках. В марте 1978 года генерал-майор Вейцман был уволен в запас по болезни.
Жил в городе-герое Москве, работал в научно-исследовательском железнодорожном институте. Позже выехал в США, где проживала его дочь. Скончался в Сан-Франциско 21 июля 1993 года.

## Награды
Указом Президиума Верховного Совета СССР от 5 ноября 1943 года «за особые заслуги в деле обеспечении перевозок для фронта и народного хозяйства и выдающиеся достижения в восстановлении железнодорожного хозяйства в трудных условиях военного времени» инженер-майору Вейцману Самуилу Гдальевичу присвоено звание Героя Социалистического Труда с вручением ордена Ленина и Золотой медали «Серп и Молот».
- Отличник РККА (приказ НКО № 127 от 21.2.1940)
- две медали «За боевые заслуги» (пр. ком. Юго-Зап. фронта № 36\н от 22.02.1942 г.[8], пр. по 49 армии войскам Западного фронта № 01 от 21.07.1943 г.)
- орден Красной Звезды пр. по войскам Западного фронта № 0638 от 17.07.1943 г.[9]
- орден Красного Знамени
- орден Отечественной войны II степени. (пр. по войскам 3 Белорусского фронта № 0642 от 14.06.1945 г.)[10]
- орден Отечественной войны I степени (6.04. 1985 г.)[11]
- медаль «За оборону Москвы»
- Медалью «За победу над Германией в ВОВ 1941—1945 гг.» (№ 00023891 от 18.06.1945 г.)[12]
- Почётный железнодорожник[4]
- Отличный паровозник